# Gare de Evenstad
La gare d'Evenstad est une halte ferroviaire de la ligne de Røros. La halte est proche du village d'Evenstad dans la commune de Stor-Elvdal. La halte fut mise en service en 1934. Jusqu'en 1970, la gare servait au trafic de passagers et de marchandises mais la gare a été démolie. Aujourd'hui les trains s'arrêtent sur demande auprès du conducteur. La gare est située à 227.68km d'Oslo.

## Situation ferroviaire
Établie à 257 mètres d'altitude, la gare d'Evenstad est située au point kilométrique (PK) 227,68 de la ligne de Røros, entre les gares voyageurs ouvertes de Opphus et de Stai. Vers Opphus, s'intercale les gares fermées de Rasta, Neta et Kroken. Vers Stai, s'intercale la gare fermée de Lorensstugu.